# Szczepan Hołowczyc
Szczepan Hołowczyc, właśc. Szczepan Hołłowczyc herbu Pierzchała (ur. przed 19 sierpnia 1741 w Orszy, zm. 27 sierpnia 1823 w Warszawie) – polski duchowny rzymskokatolicki, polityk, biskup diecezjalny sandomierski w 1819, arcybiskup metropolita warszawski i prymas Królestwa Polskiego w latach 1819–1823.

## Życiorys
Pochodził z rodziny szlacheckiej. Rodzicami jego byli Bazyli i Marianna Ostaszkiewiczówna. Kształcił się w wileńskich szkołach, od 1771 studiował w warszawskim seminarium jezuitów i misjonarzy. W 1772 po przyjęciu święceń kapłańskich kontynuował studia w Rzymie.
Święcenia kapłańskie otrzymał w 1772 w Warszawie. W 1773 został proboszczem w Kutnie. Był współpracownikiem Komisji Edukacji Narodowej. W 1774 i ponownie w 1776 w zastępstwie przewodniczącego Komisji Edukacji Narodowej Michała Jerzego Poniatowskiego przeprowadził wizytację szkół pojezuickich. W 1775 został członkiem nowo powstałego Towarzystwa do Ksiąg Elementarnych, gdzie brał czynny udział w jego pracach, m.in. nad nowymi programami i podręcznikami. W 1776 został sekretarzem i współpracownikiem arcybiskupa Michała Jerzego Poniatowskiego. W 1782 był wizytatorem generalnym Komisji Edukacji Narodowej i przeprowadził wizytację szkół, sporządzając następnie staranny raport. W 1781 został kanonikiem warszawskim, a w 1785 krakowskim. Następnie został prałatem kieleckim. W 1818 był kantorem krakowskiej kapituły katedralnej. Od 1788 był współpracownikiem Stanisława Kostki Potockiego. W 1792 jako członek konfederacji targowickiej został przez nią delegowany do Towarzystwa do Ksiąg Elementarnych. W 1812 jako kanonik kapituł katedralnych warszawskiej i krakowskiej przystąpił do Konfederacji Generalnej Królestwa Polskiego. Od 1818 był senatorem Królestwa Polskiego.
29 marca 1819 został mianowany pierwszym biskupem nowo powstałej diecezji sandomierskiej. Sakrę biskupią otrzymał w Warszawie 6 lipca 1819. Natomiast władzę w diecezji objął przez swojego pełnomocnika biskupa Aleksandra Dobrzańskiego 8 września 1819, gdyż sam 24 kwietnia 1819 został wybrany wikariuszem kapitulnym archidiecezji warszawskiej. 17 grudnia 1819 został mianowany arcybiskupem metropolitą warszawskim i 19 grudnia 1819 objął rządy. Od 1819 był jednocześnie prymasem Królestwa Polskiego. Na mocy uprawnień, jakie nadał mu papież Pius VII, podjął pracę nad reorganizacją administracji kościelnej w Królestwie Polskim. Przeprowadził kasatę wielu klasztorów. Wymusił na umierającym prymasie Franciszku Malczewskim większą liczbę skasowanych klasztorów niż przewidywała bulla papieska, co spowodowało kontrakcję papieża. W 1820 był członkiem Komisji Rządowej Oświecenia Publicznego i Wyznań. W latach 1821–1823 był członkiem rzeczywistym Towarzystwa Warszawskiego Przyjaciół Nauk.
Pochowany został w podziemiach katedry św. Jana w Warszawie.
Szczepan Hołowczyc był właścicielem pałacu przy Nowym Świecie w Warszawie.